# Marie Anne Boivin

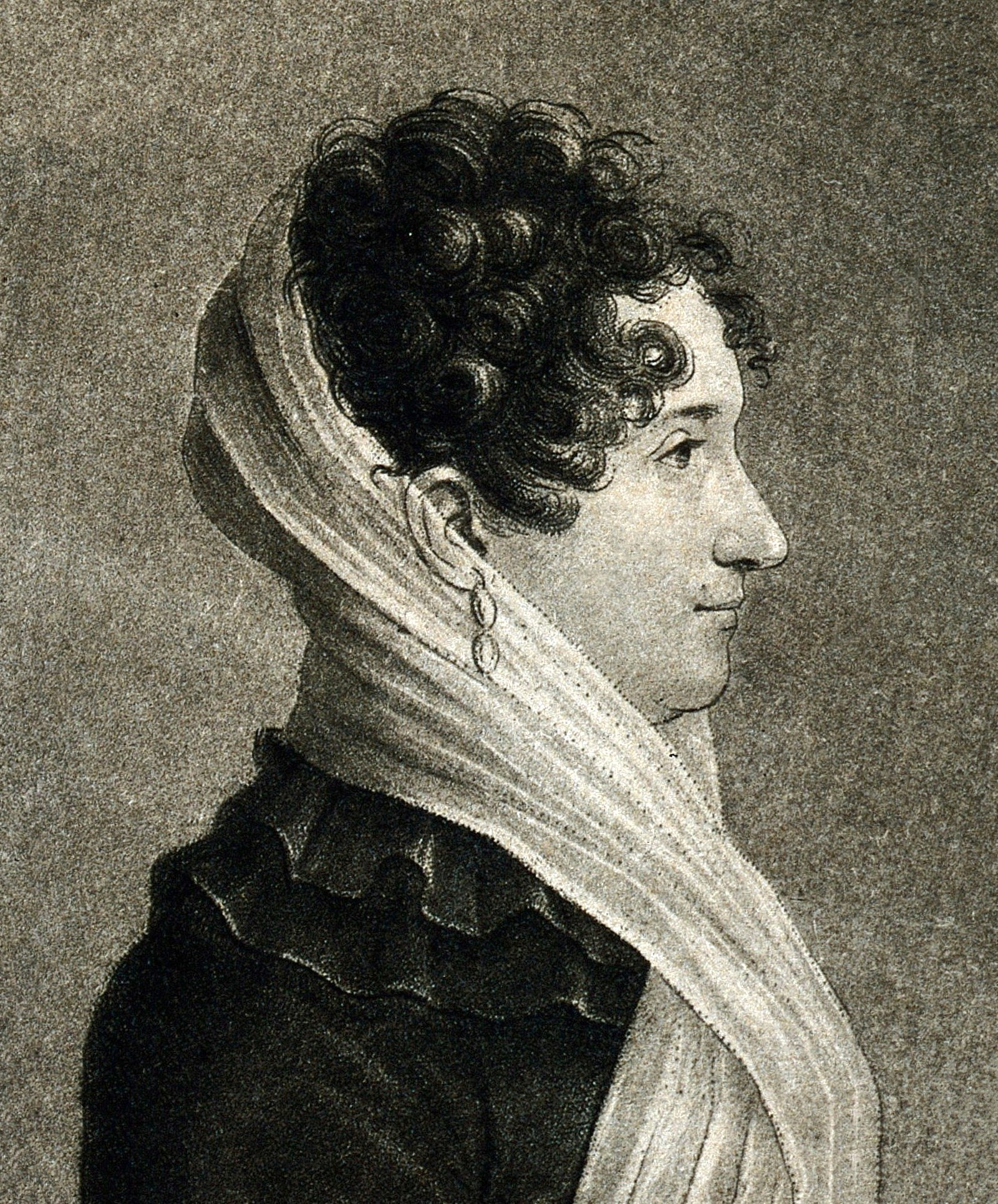
Mme. Veuve Boivin (ohne Jahr)

Marie Anne Victorine Boivin (auch fälschlich: Victoire) (geboren am 9. April 1773 in Montreuil; gestorben am 16. Mai 1841 in Paris) war eine französische Hebamme. Sie wurde als die bedeutendste Frauenheilerin ihrer Zeit angesehen.

## Leben
Als Marie Anne Gillain kam sie in Montreuil bei Versailles zur Welt. In einem Kloster in Étampes wurde sie ausgebildet und zog die Aufmerksamkeit der Prinzessin Madame Élisabeth auf sich. Nach der Zerstörung des Klosters während der Französischen Revolution lernte sie Anatomie und die Hebammenkunst. 1797 heiratete sie den Beamten Louis Boivin, mit dem sie eine Tochter hatte und der früh starb. Sie wurde 1800 Hebamme in einem Krankenhaus und 1801 dessen Vorsteherin. 1802 bewog sie den Innenminister Jean-Antoine Chaptal dazu, eine Hebammenschule im Mütterhospiz (Hospice de la Maternité) von Paris zu gründen und die öffentlichen Lehrpläne anzupassen.
Nach dem Tod ihrer Tochter wurde sie stellvertretende Leiterin des Pariser Mütterhospizes, das von der weithin anerkannten Hebamme Marie Louise Dugès Lachappelle geleitet wurde. Nachdem Boivin sich um 1813 mit ihr überworfen hatte, wurde sie 1814 stellvertretende Direktorin des Allgemeinen Krankenhauses (Hôpital général) des Départements Seine-et-Oise. Sie leitete 1815 ein Feldlazarett und dann in Bordeaux das Mütterhospiz und das Königliche Krankenhaus (Maison Royale de Santé).
Boivin verbesserte das chirurgische Instrumentarium der Geburtshilfe (darunter Pelvimeter, Vaginalspekula etc.) und wurde von Ärzten als Koryphäe auf ihrem Gebiet anerkannt. Sie war die erste, die das Stethoskop zum Abhören des fötalen Herzschlags einsetzte.
Gemeinsam mit Antoine Louis Dugès schrieb sie zwischen 1833 und 1837 ein Werk über Uteruskrankheiten, welches das seit 150 Jahren verwendete Standardwerk ablöste. Auch ihr 1812 veröffentlichtes Buch über die Kunst der Geburt war bereits zum anerkannten Handbuch für Geburtshilfe avanciert. Sie schrieb und veröffentlichte auch weitere international anerkannte Aufsätze über Frauenmedizin.
Fürstenhöfe – darunter der der russischen Kaiserin – umwarben sie vergeblich, damit Boivin bei ihnen praktiziere. Als Patriotin war Boivin darüber verbittert, dass sie von der Französischen Akademie der Wissenschaften nicht anerkannt wurde und ihre höchsten Auszeichnungen aus dem Ausland stammten.
Sie starb trotz ihres Ruhms verarmt nach einer langen Krankheit, die sie sich 1840 zuzog und die ihre weitere Berufsausübung verhinderte. Die Krankheitsursache konnte nicht korrekt diagnostiziert werden.

## Schriften (Auswahl)
- Mémorial de l’art des Accouchements (Die Kunst der Geburt), ab 1812 in mehreren Auflagen.
  - Mémorial de l’art des accouchemens, ou Principes fondés sur la pratique de l’Hospice de la Maternité de Paris et sur celle des plus célèbres praticiens nationaux et étrangers in der Google-Buchsuche, 3. Auflage. Méquignon, Paris 1827.
  - Handbuch der Geburtshülfe, nach den Grundsätzen der Entbindungs-Anstalt zu Paris, und denen der berühmtesten in- und ausländischen Geburtshelfer. Nach der 3. Ausgabe des Originals übersetzt von Ferdinand Robert. Krieger, Kassel 1829. Digitalisat bei der Bayerischen Staatsbibliothek
- Traité pratique des maladies de l’utérus et de ses annexes, 1833.
- Nouvelles recherches sur l’origine, la nature et le traitement de la môle vesiculaire, ou grossesse hydatique. Paris: L’Aine, 1827.
  - Neue Nachforschungen über die Entstehung, das Wesen und die Behandlung der Blasenmola oder Hydatidenschwangerschaft. Weimar : Landesindustriecomptoir, 1828.
- Ueber eine sehr gewöhnliche und noch wenig gekannte Ursache des Abortus, nebst einer Denkschrift über den Intro-Pelvimeter oder innern Beckenmesser; gekrönt von der Königl. Gesellschaft der medicinischen Wissenschaften zu Bordeaux. Übersetzt und mit Anmerkungen versehen von Friedrich Ludwig Meissner. Leipzig, 1829.

## Ehrungen
- Sie wurde 1814 mit der Goldenen Zivilverdienstmedaille Preußens ausgezeichnet.
- Sie erhielt 1828 ein Ehrendoktorat der Universität Marburg.[4]
- Sie war Ehrenmitglied in der Königlichen Gesellschaft der Medizinischen Wissenschaften in Bordeaux.
- Nach ihr wurde ein Venuskrater benannt.
- Judy Chicago widmete ihr eine Inschrift auf den dreieckigen Bodenfliesen des Heritage Floor ihrer Installation The Dinner Party. Die mit dem Namen Marie Bovin beschrifteten Porzellanfliesen sind dem Platz mit dem Gedeck für Elizabeth Blackwell zugeordnet.[5]